# Football Manager 2013
Football Manager 2013 é um jogo eletrônico de futebol lançado em setembro de 2012, desenvolvido pela Sports Interactive e publicado pela Sega.